# Лічебне
Ліче́бне (до 1948 року — Катирша-Сарай, крим. Qatırşa Saray, рос. Лечебное) — село в Україні, у Білогірському районі Автономної Республіки Крим. Підпорядковане Мічурінській сільській раді.

## Географія
Село Лічебне розташоване на північному сході Білогірського району, у межах внутрішньої гряди Кримських гір, біля південно-західного підніжжя хребта Кубалач, у долині річки Кучук-Карасу, яка є притокою річки Біюк-Карасу. Висота над рівнем моря — 243 м. Найближчі села: Багате — 1  км і Мічурінське — 3  км. Село знаходиться за великим скіфським курганом, який видно ліворуч з автошляху Сімферополь — Феодосія, на під'їзді до села Багатого. Відстань до райцентру — близько 15  км, до найближчої залізничної станції Сімферополь — понад 60 км.

## Історія
Комонім села Катирша-Сарай крим. Qatırşa Saray, (нині — Лічебне), цілком можливо, походить від «палац шаха Кадира». За переказами, саме сюди, у старий ханський палац, яка слугувала літньою резиденцією, у кінці березня 1777 року, прибув останній кримський хан калга-султан Шагін Гірей. Він, ставши, нарешті, кримським ханом, жорстоко розправився зі своїми політичними противниками, сповна помстившись їм за своє невизнання, загибель своїх прихильників і захоплення гаремних красунь.
Проте, перша документальна згадка щодо села зустрічається дещо пізніше, а саме — в Камеральному Описі Криму 1784 року, судячи з якого, в останній період Кримського ханства, Катирша-Сарай входило до Ширинського кадилику Кефінського каймаканства, а після утворення на території колишнього Кримського Ханства Таврійської області, село було приписане до Феодосійського повіту Таврійської області.
За різними відомостями, станом на жовтень 1805 року, у селі Катирша-Сарай значилося 38 дворів і 223 жителя, виключно кримських татар. На військово-топографічній карті 1817 року, також було позначене велике село Катирша-Сарай, але без зазначення числа дворів. На карті 1842 року, у селі Катирша-Сарай було позначено 95 дворів, а згідно з документами перепису 1849 року, у Катирша-Сараї було — 428 жителів.
Після земської реформи, у звіті, складеному за результатами VIII ревізії 1864 року, Катирша-Сарай — це общинне грецько-татарське село зі 75 дворами, 290 жителями і мечеттю понад річкою Кучук-Карасу.
За результатами Х ревізії 1887 року, у Катирша-Сараї було записано 107 дворів і 577 жителів. Перепис 1897 року зафіксував в селі — 603 мешканців, виключно кримських татар.
На 1915 рік, у Статистичному довіднику Таврійської губернії, у Салінській волості Феодосійського повіту значаться село Катирша-Сарай і маєток місцевого поміщика В. І. Дубса за тією ж назвою. Саме такі відомості зазначені в енциклопедичному виданні Історія міст і сіл Української РСР, під головною редакцією Тронька П. О.
Після встановлення в Криму Радянської влади, за постановою Кримревкома від 8 січня 1921 року, волосна система була скасована і село Катирша-Сарай увійшло до складу новоствореного Карасубазарського району Сімферопольського повіту, а в 1922 році повіти отримали назву округів. 11 жовтня 1923 року, згідно з постановою ВЦВК, в адміністративний поділ Кримської АРСР були внесені зміни, у результаті яких округи були ліквідовані, Карасубазарський район став самостійною адміністративною одиницею, і село було включено до його складу.
Згідно зі Списком населених пунктів Кримської АРСР по Всесоюзного перепису 17 грудня 1926 року, у селі Катирша-Сарай, значилося 133 двори, з них — 132 селянських, населення становило 592 особи, з них — 487 татар, 44 вірменина, 31 грек, 19 німців, 10 росіян та 1 болгарин, діяла єдина татарська школа.
Після звільнення Криму від німецької окупації, згідно з постановою ДКО № 5859 від 11 травня 1944 року, всі кримські татари були депортовані до Середньої Азії.
12 серпня 1944 року було прийнято постанову № ГОКО-6372с «Про переселення колгоспників в райони Криму», згідно з якою у Карасубазарський район з Тамбовської та Курської областей (Росія) переселяли 8100 осіб. Указом Президії Верховної Ради Української РСР від 18 травня 1948 року село Катирша-Сарай було перейменоване в село Лічебне.

## Населення
Згідно з переписом УРСР 1989 року чисельність наявного населення села становила 637 осіб, з яких 307 чоловіків та 330 жінок.
За переписом населення України 2001 року в селі мешкало 705 осіб.

### Мова
Розподіл населення за рідною мовою за даними перепису 2001 року:
| Мова              | Відсоток |
| ----------------- | -------- |
| кримськотатарська | 47,80 %  |
| російська         | 43,69 %  |
| українська        | 7,38 %   |
| вірменська        | 0,43 %   |
| білоруська        | 0,28 %   |
| інші              | 0,42 %   |

## Економіка
Економіка села Лічебне представлена виключно сільським господарством. До 1954 року село входило до колгоспу ім. Орджонікідзе. По сусідству були розташовані землі колгоспу ім. Мічуріна з центральним селом Мічурінське. Після об'єднання два колгоспи злилися в один — ім. Мічуріна. На кінець 1980-х років (в складі колгоспу ім. Мічуріна, правління якого знаходилося в селі Мічурінське), у селі Лічебне існував великий тваринницький комплекс з новітніми, на той час, технологіями, у складі якого були:
- Молочно-товарна ферма (дійне стадо налічувало — понад 400 голів).
- Телятник.
- Свиноферма.
- Конюшня.
- Вівчарня.
- Пташник.
- Фруктові сади (на північно-західній та південній околиці села).
- Виноградники.
- Овочеві поля.
- Тютюнові (промислові) посіви.

## Об'єкти соціальної сфери
На кінець 80-х — початок 90-х років 20-го століття в селі функціонували:
- Сільський клуб.
- Магазин (станом на 2014 рік, у селі — 3 сільські магазини приватної форми власності).
- Поштове відділення.
- Дитячий садок.
- Медичний пункт (станом на 2014 рік — фельдшерсько-акушерський пункт).
- Лазня.

## Пам'ятки
На півдорозі від райцентру Білогірськ до села Лічебне, обабіч автошляху, розташована скеляста гора Ак-Кая (відома ще як Біла Скеля), що височіє у вигляді стрімчака висотою до 325 метрів.
Неподалік села також розташована скеля «Синій камінь» (за іншими назвами: до 1948 року Кокта́ш; укр. Синьокам'янка, крим. Köktaş, Кокташ — «Синій камінь»), висотою 80 метрів, яка за ствердженнями вчених є кораловим рифом (біогермом).
На околиці села є сірчане джерело з цілющою сульфатною водою. Ще на початку XX століття місцевий поміщик В. І. Дубс обладнав доступ до нього, куди у свій час масово приїжджали лікуватися люди. За радянських часів вивченням джерела в селі Лічебне займався академік Обручев В. П. Зараз[коли?] джерело перебуває в напівзанедбаному стані.

## Значення
З 10 травня 2016 року у рамках проекту Міністерства інформаційної політики України «Крим. Декомунізовані» в ефірі радіостанції «Радио Вести» транслювалися ролики з розповідями про історичні назви кримських міст та сіл, у тому числі слухачі дізналися про такі села, як Улакли, Орталан, Катирша-Сарай, Шейх-Кой та Кокоз. За словами журналіста «Радио Вести», кандидата філологічних наук Ксенії Туркової, метою даного проекту стала необхідність якомога більше розповідати українській та світовій аудиторії про Крим.

## Також
Житловий сектор села Лічебне складається з приватних домогосподарств. Із розбудовою села були сформовані вулиці Мічуринська, Гагаріна, Південна, Сільська, Черкаська, Підгорна, Нова. В Лічебне можна дістатися з м. Сімферополя — від автостанції «Східна» (маршрутне таксі в цьому напрямку прямує п'ять разів на день), з м. Білогірська — автобусом, від автостанції. Власним автотранспортом — по феодосійській трасі (Р-23), до покажчика село «Лічебне», потім — кілометр в гору, перший спуск праворуч — до села.